# 1871 у літературі

## Твори
- Люїс Керролл видав книгу «Аліса в Задзеркаллі».
- Джордж Еліот почала друкувати роман «Міддлмарч».
- Артюр Рембо написав поему «П'яний корабель».
- Еміль Золя опублікував роман «Щастя Ругонів».
- «Особиста Розповідь Подорож Року через Центральну і Східну Аравію (1862-63) » — Вільям Гіффорд Пелгрейв

## Народилися
- 25 лютого — Леся Українка, видатна українська поетеса (померла у  1913)
- 9 травня — Володимир Гнатюк, український етнограф, фольклорист, літературознавець
- 14 травня — Василь Семенович Стефаник, український письменник
- 10 липня — Марсель Пруст (фр. Marcel Proust), французький письменник (помер у 1922).
- 27 липня — Теодор Драйзер (англ. Theodore Herman Albert Dreiser), американський письменник (помер у 1945).
- 21 серпня — Андреєв Леонід Миколайович, російський письменник (помер у 1919).
- 17 жовтня — Майла Талвіо, фінська письменниця та перекладач, феміністка (померла у 1951).
- 30 жовтня — Поль Валері (фр. Paul Ambroise Valéry), французький письменник (помер у 1945).
- 6 грудня — Вороний Микола Кіндратович, український письменник, перекладач, поет

## Померли
- 5 жовтня — Афанасьєв Олександр Миколайович, російський збирач народних казок (народився в 1826).